# ショーワ
株式会社ショーワ (Showa Corporation) は、かつて存在した自動車部品メーカー。本社は埼玉県行田市。本田技研工業（ホンダ）の100%子会社で、ケーヒンなどと並ぶ業界大手であった。

## 概要
輸送用機器の精密機能部品などを製造。特に二輪・四輪車向けショックアブソーバー（緩衝器）およびパワーステアリングシステムを主力製品としていた。ホンダのグループ企業ながら、国内外の他メーカーにも部品を供給していた。
モータースポーツ活動からフィードバックを受けたショックアブソーバーと、専用スプリングをセットした一般ユーザー向けの自動車用自社ブランド「SHOWA TUNING」が存在した。
2019年10月30日、親会社であるホンダは、当社、ケーヒン、日信工業の3社の株式を株式公開買付けで取得することを発表。3社は株式公開買付け成立後、ホンダの完全子会社となった。その後、2021年1月1日に日立オートモティブシステムズを存続会社（同時に社名を変更して日立Astemoとなる）とした経営統合を実施し、当社は解散した。本社工場は日立Astemo埼玉工場に、秦野工場は日立Astemo秦野工場に、御殿場工場は日立Astemo御殿場工場に、浅羽工場は日立Astemo袋井工場となった。
なお、子会社であるホンダカーズ埼玉北の株式は、2020年5月15日にテイ・エス テックへ譲渡された。

## 沿革
- 1938年：昭和航空精機株式会社として東京都板橋区に設立。
- 1946年：本社を東京都王子区（現・北区）に移転。商号を株式会社昭和製作所に変更。
- 1953年：2輪車用ショックアブソーバーの製造を開始。
- 1958年：スーパーカブ用サスペンションの量産を開始。
- 1959年：マン島TTレースに2輪レース用ショックアブソーバーの供給を開始。
- 1960年：愛知県春日井市に名古屋工場を設立。二輪車用ショックアブソーバー（フロントフォーク、リヤクッション）を製造。
- 1962年：4輪車用ショックアブソーバーの生産を開始。
- 1964年：F1用ショックアブソーバーの供給開始。
- 1965年：埼玉県行田市に埼玉工場を設立。四輪車用ショックアブソーバーを製造。
- 1972年：シビック用ショックアブソーバーの量産開始。
- 1974年：海外2輪メーカーにショックアブソーバーの供給を開始。静岡県袋井市に浅羽工場を設立。二輪車用フロントフォークを製造。
- 1976年：アコード用ショックアブソーバーの量産を開始。
- 1978年：インドネシアにピー・ティー・ショーワ・インドネシア・マニュファクチャリングを設立。
- 1981年：ブラジルにショーワ・ド・ブラジル・リミターダを設立。
- 1982年：ショーワ製ショックアブソーバー搭載車がモトクロスアメリカ4タイトル独占、WGP500初タイトル獲得。
- 1986年：インドにムンジャル・ショーワ・リミテッドを設立。
- 1988年：倒立フロントフォークを初めて導入（NS250R）。
- 1988年 - 1991年：ショーワ製ショックアブソーバーを搭載のマクラーレン・ホンダがF1の4年連続総合優勝を達成。
- 1990年：栃木県芳賀郡芳賀町に栃木研究所（現・栃木開発センター）を設立。
- 1991年：本社を埼玉県行田市に移転。
- 1993年：精機技研工業株式会社と合併し、商号を株式会社ショーワに変更。パワーステアリングの製造が加わる。タイにサミット・ショーワ・マニファクチャリング・カンパニー・リミテッドを設立。
- 1994年：米国の子会社3社（ショーワ・アメリカン・インコーポレイテッド、サンベリー・コンポーネント・インダストリーズ・インコーポレイテッド、ブランチェスター・エフシーエム・インコーポレイテッド）が合併、同時に商号をアメリカン・ショーワ・インコーポレイテッドと変更。
- 1997年：世界で初めてラック・アシスト電動パワーステアリングの量産化に成功。
- 2001年：北米最高峰のオープンホイールカテゴリー、CARTに、ショーワ製ショックアブソーバー搭載車がTeam KOOL Greenを通じ初参戦。
- 2002年：WGPをはじめ、世界各地の2輪レースでショーワ製ショックアブソーバー搭載車がタイトルを席巻。
- 2003年：カスタマイズ市場へオリジナルブランド「SHOWA TUNING」を投入。
- 2005年：B・A・RホンダにF1用ショックアブソーバーを供給。
- 2020年
  - 5月15日：株式会社ホンダカーズ埼玉北の全株式をテイ・エス テックへ譲渡。
  - 10月16日：ホンダによる株式公開買付けが成立[6]。
  - 11月11日：東京証券取引所1部上場廃止[7]。
  - 11月13日：株式売渡請求により、ホンダの完全子会社となる。
- 2021年1月1日：日立オートモティブシステムズ（同日付で日立Astemoへ商号変更）へ吸収合併され解散。

## 生産拠点

### 日本国内
- 本社・埼玉工場 - 埼玉県行田市
- 秦野工場 - 神奈川県秦野市
- 御殿場工場 - 静岡県御殿場市
- 浅羽工場 - 静岡県袋井市

### 開発拠点
- 4輪開発センター・埼玉 - 埼玉県行田市
- 4輪開発センター・栃木 - 栃木県芳賀郡芳賀町
- 2輪開発センター・浅羽 - 静岡県袋井市

### 生産技術拠点
- 生産技術本部・埼玉

### 関係会社
- 株式会社九州ショーワ
- 株式会社ショーワ精工

### 日本国外

#### アジア
- Kaifa Industry Co,Lid.
- 上海昭和汽車配件有限公司
- 広州昭和汽車零部件有限公司
- 広州昭和汽車零部件有限公司 武漢分公司
- 成都寧江昭和汽車零部件有限公司
- Summit Showa Manufacturing Co,Ltd.
- P.T Showa Indonesia Manufacturing
- Machino Auto-Parts Co,Ltd.
- Munjal Showa Ltd.
- SHOWA AUTOPARTS (THAILAND) CO.,LTD.
- SHOWA INDIA PVT. LTD.

#### ヨーロッパ
- Showa UK Ltd.

#### 北アメリカ
- American Showa, Inc. Sunbury Plant&Head Office
- American Showa, Inc. Los Angeles Office
- American Showa, Inc. Milwaukee Office
- American Showa, Inc. Blanchester Plant
- Showa Canada Inc.
- Showa AUTOPARTS MEXICO, S.A. de C.V.

#### 南アメリカ
- Showa DO Brasil Ltda.
- Showa Industria Comercio Ltda.